# Jusam-dong
Jusam-dong (koreanska: 주삼동) är en stadsdel i staden Yeosu i provinsen Södra Jeolla, i den södra delen av Sydkorea, 315 km söder om huvudstaden Seoul. .